# Tour de Ghédimin
 (décembre 2024).
La tour de Ghédimin, ou de Gediminas, est la seule partie restante du château de Vilnius, en Lituanie. Elle est située sur la colline du même nom, ou colline du château.  
La tour abrite une exposition des découvertes archéologiques de la colline et ses alentours. Il offre également un excellent point de vue sur la ville de Vilnius.
La tour de Gediminas revêt une grande importance historique et constitue un symbole de la ville de Vilnius et de la Lituanie elle-même. Elle est représentée sur la monnaie nationale, le litas, jusqu'au 31 décembre 2014, et est mentionnée dans de nombreux poèmes patriotiques lituaniens et des chansons folkloriques. Le drapeau de la Lituanie a été à nouveau hissé au sommet de la tour le 7 octobre 1988, pendant le mouvement indépendantiste qui a abouti à la re-création de l'État de la Lituanie, le 11 mars 1990.